# Northboro (Iowa)
Northboro – miasto w Stanach Zjednoczonych, w stanie Iowa, w hrabstwie Page. Zgodnie ze spisem statystycznym z 2000 roku, miasto liczyło 60 mieszkańców.